# Carl von Zeska

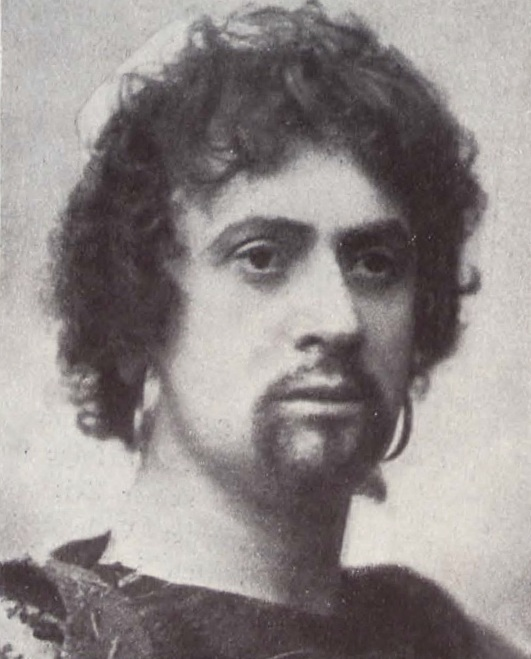
Carl von Zeska, 1902

Carl von Zeska, ab 1917 Carl Edler von Zeska (* 31. Oktober 1862 in Hamburg; † 18. Juli 1938 in Wien) war ein österreichischer Theaterschauspieler.

## Leben
Er entstammte einer schleswig-holsteinischen Familie. Zeska war von 1892 bis 1932 am Wiener Burgtheater engagiert. Rudolf Lothar beschrieb ihn als „vortrefflichen Darsteller verfluchter Kerle und leichtsinniger Lebemänner“. Beim Film trat Zeska kaum als Schauspieler in Erscheinung, führte jedoch 1913 beim Aufsehen erregenden Film Johann Strauß an der schönen blauen Donau Regie und übernahm auch die Titelrolle.
Zeska erhielt als k.u.k. Hofburgschauspieler am 12. Dezember 1908 mit Diplom vom 9. Jänner 1909 in Wien die österreichische Adelsprävalierung und Wappenbestätigung. Zusätzlich wurde ihm am 20. April 1917 in Wien das Prädikat „Edler von“ verliehen.
Carl von Zeska ist der Vater des Kammerschauspielers Philipp Zeska (1896–1977).

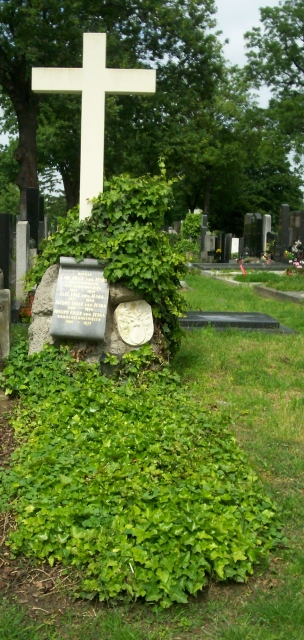
Grab Carl von Zeskas

Seine Grabstätte befindet sich auf dem Wiener Zentralfriedhof (33A-5-19).

## Werke (Auswahl)
- Auf dem Garnisonsball, Lustspiel in 1 Aufzug. Verlag von Philipp Reclam jun., Leipzig, 1888.
- Hase und Häsi. Nach Löthi. Eine Fabel von Carl von Zeska. Für Gesang u. Clavier. Verlag Doblinger, Wien, 1890.
- Schminkkasten und Kneipstube – Ein Dutzend Humoresken aus dem Leben. Verlag Perles, Wien, 1913.
- Sensation – Ein heiteres Nachtstück von Friedrich Wallisch u. Carl Zeska. Nestroy-Verlag, Wien-Leipzig, 1920.

## Filmografie
Stummfilme
- 1913: Johann Strauß an der schönen blauen Donau
- 1919: Leichnam 427
- 1921: Verfehltes Leben (mit Anita Berber)

Tonfilme
- 1931: Ausflug ins Leben, auch: Hirsekorn greift ein (mit Felix Bressart)
- 1933: Frühlingsstimmen
- 1934: G’schichten aus dem Wienerwald
- 1935: Die Pompadour

## Tondokumente (Auswahl)
Zeskas Stimme ist auf mehreren Grammophonplatten (GRAMOPHONE bzw. österr. GRAMOLA) erhalten, die er um 1910 aufgenommen hat: er rezitiert Gedichte wie „Das Huhn und der Karpfen“ von Heinrich Seidel und „Schwalbenschwanz und Milchdieb“ von Rudolf Baumbach, „Bruder Liederlich“ von Detlev von Liliencron und „Der liebe gute alte Herr“ von Rudolf Hirschberg-Jura.
- Gramophone Concert Record  G.C.-2-41126 (mx. 15074 b): Der liebe gute alte Herr, von Rudolf Hirschberg-Jura.[2]
- Gramophone Concert Record  G.C.-2-41127 (mx. 15075 b): Bruder Liederlich, von Detlev von Liliencron.
- Gramophone Concert Record  G.C.-2-41130 (mx. 15076 b): a) Rosalie und Amalie, b) Das Huhn und der Karpfen, von Seidel.[3]
- Gramophone Concert Record  G.C.-2-41131 (mx. 15077 b): Schwalbenschwanz und Milchdieb, von Baumbach.[4]

## Auszeichnungen
- 1937: Ehrenring der Stadt Wien